# Setkání v Paříži (Star Trek: Nová generace)
Setkání v Paříži (v anglickém originále We'll Always Have Paris) je v pořadí dvacátá čtvrtá epizoda první sezóny seriálu Star Trek: Nová generace.

## Příběh
USS Enterprise D je na cestě na Saronu VIII, kde posádka plánuje strávit dovolenou. Kapitán Jean-Luc Picard tráví volný čas v simulátoru, kde trénuje šerm. Náhle se začne posunovat čas, události se opakují. Z můstku se kapitán dozvídá, že stejná situace nastala na celé lodi. Zakrátko obdrží loď nouzovou žádost o pomoc od doktora Manheima. Kapitán ihned nařídí kurz k místu volání. Vzpomíná si, že doktor Manheim dříve experimentoval s časem. Spolu se skupinou dalších vědců před patnácti lety záhadně zmizel. Deanna Troi si všimne kapitánových silných emocí při vzpomínce na doktora. Nabízí mu rozhovor, Picard ale odmítne.
Kapitán jde znovu do simulátoru, kde nastaví prostředí Paříže před dvaadvaceti lety. V jedné z kaváren měl schůzku. Když přichází dáma, vysvětluje jí, proč se schůzka tehdy v realitě neuskutečnila. Picard pocítil strach z možného svazku a následného manželství. Hned druhého dne vstoupil do Hvězdné flotily, takže dáma ho čekala marně. Kapitán pak ukončí simulátorový program. Enterprise dorazí k systému Pegos Minor, kde zachytí u blízkého asteroidu energické pole. Ohlásí se jim ženský hlas, jenž oznamuje, že jsou naživu dva lidé. Zbylí vědci přišli nedávno o život. Kapitán přikáže přenést doktora Manheima a jeho ženu Jenice na lodní ošetřovnu.
Jenice je ženou, s níž měl mít kdysi kapitán v pařížské kavárně schůzku. Prozradí posádce, že její muž prováděl nebezpečné experimenty s časem. Otevřel při nich nechtěně bránu do jiné dimenze. Utrpěl přitom zranění a nebyl již schopen své experimenty ukončit. Jeho laboratoř je podle ní zajištěna několika bezpečnostními kódy. Doktorka Crusherová po Manheimově prohlídce neví s jistotou, co způsobuje doktorův stav, brzy mu však hrozí smrt. Časové anomálie na lodi pokračují. Doktor Manheim se na ošetřovně krátce probere. Část jeho vědomí se stále nachází v jiné dimenzi. Na poradě Dat vysvětluje, co je potřeba k uzavření časové brány. Kapitán mezitím hovoří s Jenice. Vysvětluje jí, proč tenkrát na smluvenou schůzku nepřišel. Beverly Crusherová začne na Jenice žárlit. Deanna Troi jí pomáhá tyto pocity překonat.
Do další časové anomálie zbývá pouhých dvacet minut. Kapitán rozhodne pověřit uzavřením časové brány Data, neboť jako android na anomálie pružněji reaguje. Dat se přenese do laboratoře doktora Manheima. Brzy najde časovou bránu. Do otevřené brány musí vložit přesné množství antihmoty. Než to ale stihne, vznikne další anomálie a náhle jsou v místnosti tři Datové. Na poslední chvíli vloží všichni tři do časové brány antihmotu a hned poté zbylí Datové zmizí. Uzavření dimenze se zdařilo a doktor Manheim se začíná uzdravovat. Chce se se svou ženou vrátit do laboratoře a pokračovat zde v práci. Picard poprosí Jenie, aby si spolu neuskutečněnou schůzku zopakovali v simulátoru. U sklenice šampaňského v pařížské kavárně si oba vše vysvětlí a rozloučí se. Enterprise pak nabere kurz na původní cíl, aby posádka mohla nastoupit dovolenou.

## Zajímavosti
- Originální titul epizody odkazuje na dialog z filmu Casablanca.